# 伊藤健一 (農林官僚)
伊藤 健一（いとう けんいち、1950年（昭和25年） - ）は、日本の農林官僚。農林水産省大臣官房総括審議官。

## 略歴
- 1975年（昭和50年）3月：東京大学農学部卒業
- 1975年（昭和50年）4月：農林省入省
- 1994年（平成6年）8月：農林水産省食品流通局食生活消費情報室長
- 1995年（平成7年）11月：農林水産大臣官房企画室調査官
- 1996年（平成8年）1月：農林水産大臣官房参事官
- 1998年（平成10年）8月1日：農林水産省経済局国際部国際協力計画課長
- 1999年（平成11年）8月1日：農林水産省経済局国際部国際企画課長
- 2001年（平成13年）1月6日：農林水産省大臣官房統計情報部統計調整課長
- 2002年（平成14年）7月3日：農林水産省大臣官房参事官
- 2003年（平成15年）7月1日：農林水産省総合食料局次長
- 2004年（平成16年）7月2日：農林水産省大臣官房総括審議官
- 2006年（平成18年）1月6日：関東農政局長
- 2007年（平成19年）9月7日：農林水産省大臣官房総括審議官
- 2008年（平成20年）10月1日：独立行政法人農業者年金基金理事長
- 2015年（平成27年）6月24日：一般財団法人日本穀物検定協会代表理事理事長[1]
- 2020年（令和2年） 瑞宝中綬章受章[2][3]